# Ludwig Blumreich
Ludwig Blumreich (* 8. September 1872 in Berlin; † 29. Juni 1932 ebenda) war ein deutscher Gynäkologe.

## Leben
Nach Absolvierung des Friedrichwerderschen Gymnasiums studierte er von 1890 bis 1896 in Berlin, wo er auch promoviert wurde, und in Freiburg. 1897 betätigte er sich als Volontärassistent an der 2. Medizinischen Universitätsklinik. Ab 1898 wirkte er als Assistenzarzt an der Olshausenschen Universitätsfrauenklinik, von 1899 bis 1906 als Assistenzarzt, später als Oberarzt an der geburtshilflich-gynäkologischen Universitätsklinik der Charité (unter Adolf Gusserow und Ernst Bumm). 1903 habilitierte er sich als Privatdozent für Frauenkrankheiten und Geburtshilfe. 1906 erfolgte seine Ernennung zum Titularprofessor. 1909 eröffnete er eine eigene Privatklinik für Frauenleiden. 1917 wurde er zum Geheimen Sanitätsrat und 1918 zum a.o. Professor an der Universität Berlin ernannt. Auf seinem Spezialgebiet veröffentlichte er zahlreiche Aufsätze, überwiegend im „Archiv für Gynäkologie“. Er war seit 1899 mit Martha Pestachowski (* 1877) verheiratet, die 1937 als Witwe mit beiden Kindern in die USA emigrierte.
Seine letzte Ruhestätte fand Blumreich auf dem Südwestkirchhof Stahnsdorf.

## Schriften
- Die Entwicklung der Fallopischen Tube beim Menschen. Berlin 1895. (Diss.)
- Experimentelle Untersuchungen über die Bedeutung der Schilddrüse und ihrer Nebendrüsen für den Organismus. In: Pflügers Archiv für die gesammte Physiologie des Menschen und der Thiere. Vol. 64 (1896); Nr. 1/2, S. 1–52. (mit Martin Jacoby)
- Frauenkrankheiten, Empfängnisfähigkeit und Ehe. In: Krankheit und Ehe. 2. Auflage. Leipzig 1916. (mit E. Bumm)
- Gefrierschnitt durch den Körper einer in der Austreibungsperiode gestorbenen Gebärenden. Wiesbaden 1907.
- Der gynäkologische Untersuchungskursus am natürlichen Phantom als Ergänzung und Ersatz der Untersuchungsübungen an der Lebenden. Wiesbaden 1913.